# Les Sœurs Lascaraky
Les Sœurs Lascaraky est une peinture à l'huile sur bois (14 × 22,5 cm) de 1869 du peintre italien Giovanni Boldini. Il représente les trois sœurs de la famille russe Lascaraky, établie en Toscane. Daté et signé « 4 9bre 1869 G. Boldini », il est conservé au musée Giovanni Boldini à Ferrare.

## Histoire
En Florence, Boldini a trouvé un environnement plein de stimuli et se lance dans une activité lucrative de portraitiste. La proximité avec le cercle des Macchiaioli, un groupe d'artistes qui se sont battus pour affirmer les raisons d'un art non conventionnel et fidèle à l'art « vrai », soutient sa recherche d'une nouvelle façon de comprendre le portrait, au renouvellement duquel Boldini contribuera dans une manière décisive.
Cette œuvre s'inscrit parmi les portraits plus intimes et expérimentaux, de petites dimensions et aux compositions informelles novatrices que le jeune Giovanni Boldini réalise, outre sa production officielle, lors de son séjour à Florence : il choisit de ne pas faire poser ses modèles, les sœurs Lascaraky qui appartiennent à une famille russe résidant alors à Florence, mais de les placer au sein d'espaces qui leur sont familiers et de les représenter dans des attitudes désinvoltes et naturelles.
Datée en bas à droite «4 9bre 1869 G. Boldini», le panneau a toute la saveur d'une page de journal intime, le récit d'un moment heureux de sa vie que le peintre a toujours voulu garder avec lui.

## Description
Les trois sœurs sont assises sur un divan, s'occupant à des travaux de couture. Celle du centre, dans un geste gracieusement inconvenable, tend les jambes pour poser ses pieds sur la table, amplifiant le caractère intime de la scène.

## Analyse
Comme les autres portraits intimistes datant de cette période, cette œuvre se caractérise par une touche vigoureuse et par une utilisation originale de la couleur, appliquée d'un geste énergique, caractérisé par un coup de pinceau énergique et vibrant.
Pour marquer profondément ses confrères et ouvrir de nouvelles perspectives au portrait de l'époque, c'est surtout le choix de Boldini de placer les sujets non plus dans des milieux unis, comme l'académie l'enseignait, mais dans des lieux qui « ont pour toile de fond l'atelier, avec des peintures, estampes et autres objets fixés au mur, sans pour autant affecter du tout le portrait » ; cela constitue un élément fondamental, non seulement d'un point de vue formel, puisque, révélant les personnalités et les goûts des modèles, Boldini ancre la composition à un moment et un lieu définis, donc à une réalité concrète plutôt qu'idéale ou poétique.
Exemple de cette première période,  cette oeuvre est aussi le fruit d'une intuition psychologique d'une extraordinaire subtilité. Dans ce véritable morceau de réalité bourgeoise contemporaine, Boldini parvient à restituer parfaitement le caractère des filles et la dynamique de leurs affections à travers la description de leurs attitudes. Assises sur un canapé, les sœurs s'affairent à coudre. Le geste gracieusement « décoiffé » de la jeune femme au centre, qui étend ses jambes pour poser ses pieds sur la table, accentue encore plus l'intimité de la scène, une intimité familiale à laquelle le peintre a participé. La plus grande des trois, Lola, est assise à gauche et a momentanément interrompu son travail à la recherche du regard de l'artiste, geste qui souligne le lien qui les unissait à l'époque,. 